# Pseudoterpna corsicaria
Pseudoterpna corsicaria là một loài bướm đêm trong họ Geometridae.